# Нечуйвітер звичайний
{{#ifeq:0|0|{{#if:Pilosella officinarum|{{#if:|[[]}}|[[]]}}}}
Нечуйвітер волохатенький, нечуйвітер звичайний, нечуйвітер волосистий, корсатка волосиста, корсатка космата, нечуйвітер волохатий (Hieracium pilosella L., Pilosella officinarium F. Schultz et Sch. Bip.) Місцеві назви — волосник, недоспілок, сліпачок, арник, вогник, вухо вежмеже, вушко мишаче, жовтинець, жовтомохорочник, жовтоцвіт, жовтючки весневі, зілля від уразу, лапки котячі, лихорадочна трава, масло воронє тощо.

## Загальна біоморфологічна характеристика

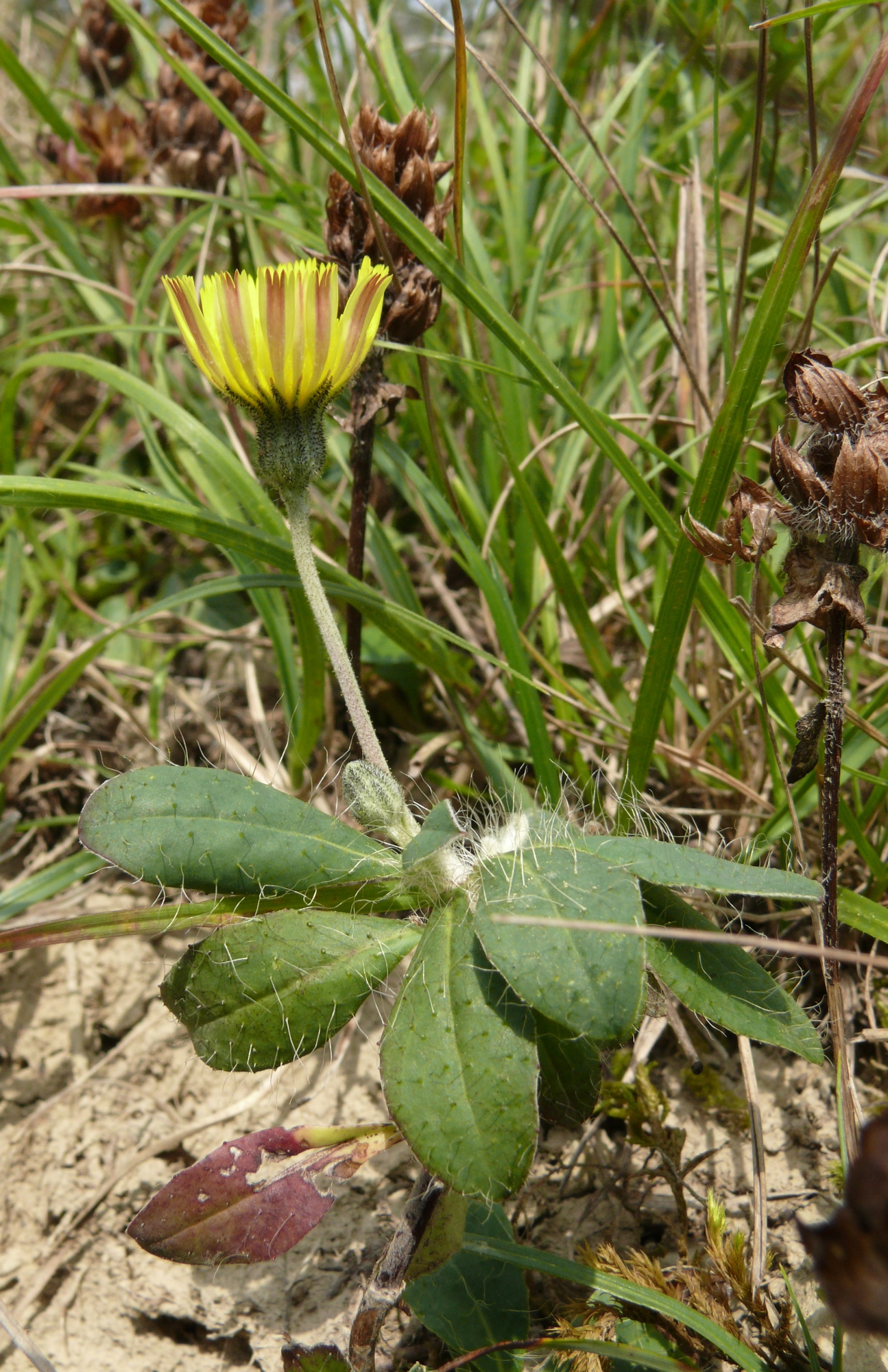
Нечуйвітер волохатенький — загальний вид

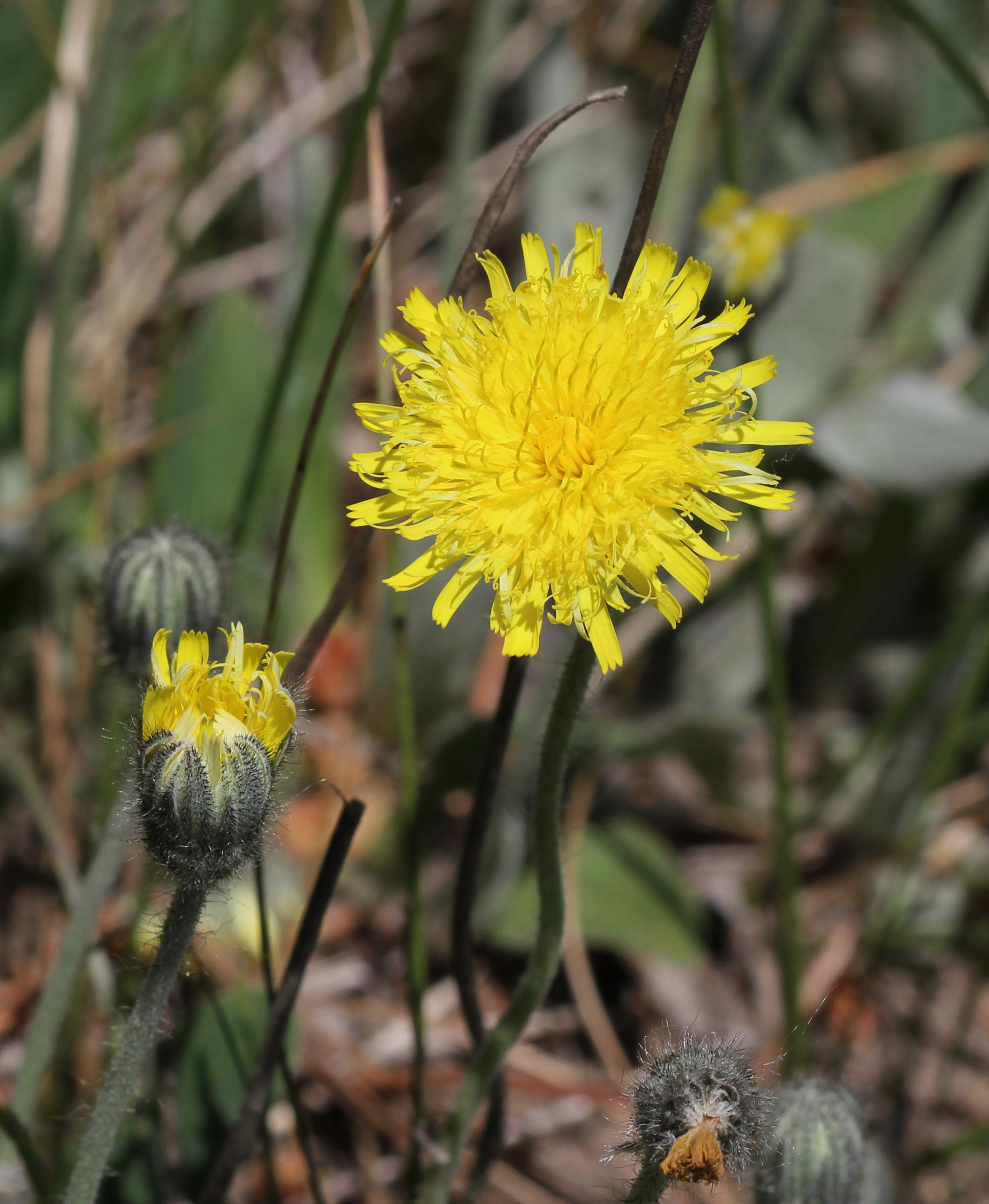
Квітка нечуйвітра волохатенького

Невисока (5-30 см заввишки) багаторічна трав'яниста рослина родини складноцвітих з повзучим кореневищем і багаторічними повзучими, густо облистненими пагонами, що рясно опушені досить довгими, зірчастими, рудуватими волосками. Листорозміщення чергове. Квітконосне стебло нерозгалужене, безлисте, з одним порівняно великим кошиком (8 — 12 мм завдовжки) на верхівці. Воно опушене простими довгими волосками з домішкою чорних залозистих волосків. Прикореневі листки (1,5-7 см завдовжки, 0,7-2 см завширшки) цілокраї, численні, оберненояйцеподібно-ланцетні або ланцетні, тупуваті, до основи звужені в черешок. Зверху листки блакитнувато-зелені, зісподу сіруватоповстисті від зірчастих волосків. Квітки зібрані в одиничний кошик циліндричної або яйцеподібної форми. Обгортка черепичаста (9-11 мм завдовжки, 8-15 мм завширшки) . Листочки обгортки лінійні, вкриті зірчастим пушком і чорнуватими простими і залозистими волосками. Всі квітки в кошику язичкові з п'ятьма зубчиками на верхівці, ясно-жовті, двостатеві. Язички крайових квіток зовні з червоними смужками. Тичинок п'ять, вони зрослися пиляками, маточка одна, зав'язь нижня, стовпчик один з дволопатевою приймочкою. Плоди циліндричні, сім'янки без носика, до 2 мм завдовжки, темно-червоні, з дев'ятьма поздовжніми реберцями. Чубок із зазубрених, шорстких і крихких брудно-білих волосків.

## Екологія, поширення
Росте нечуйвітер у соснових і мішаних лісах, на лісосіках, прогалинах, пісках. Світлолюбна рослина. Цвіте в травні — червні, нерідко повторно ще й восени. Поширений майже по всій Україні.

## Практичне використання
Лікарська, медоносна, отруйна і декоративна рослина.
У народній медицині суцвіття використовують при хворобах шлунка, жовтяниці, для збудження апетиту, при туберкульозі легень, гарячці, наривах у горлі, як кровоспинний засіб, при шигельозі, геморої, маткових кровотечах, коліті, при кровохарканні, для розсмоктування тромбів кровоносних судин, як ранозагоювальний засіб, для протирання рота при молочниці у дітей, свіжі листки прикладають до наривів.
У ветеринарії використовують проти глистів, особливо у свиней, відваром рослини миють хворих тварин, екстракт пропонують проти бруцельозу. Есенцію з свіжої рослини використовують у гомеопатії.
Рослина містить дубильні речовини, смолу, слиз, кумарин і флавоноїди.
Нечуйвітер волохатенький — посередній літній медонос, квітки охоче відвідують бджоли, хоч медопродуктивність його незначна. Отруйний для овець. Придатний для декорування сухих піщаних відкосів, кам'янистих гірок.

## Збирання, переробка та зберігання
Заготовляють в усіх областях України. Запаси сировини значні. Збирають усю рослину разом з коренем. Сушать у затінку або на горищах, під залізним дахом. Висушені рослини зберігають у коробках, вистелених папером.
Нечу́й-ві́тер волоха́тенький (Hieracium pilosella L.)

## Місця зростання
Росте на сухих піщаних місцях, у розріджених соснових лісах, має добре розвинене повзуче кореневище та лежачі пагони, вкриті листям.

## Біологічні характеристики
Прикореневі листки зібрані в розетку, вони обернено-яйцеподібно-ланцетні, цілокраї, зверху блакитно-зелені, зісподу сіруватоповстисті від зірчастих волосків. Квітконосне стебло безлисте, 5—30 см заввишки, на верхівці з одним кошиком з маленьких квіток. Усі квітки в кошиках язичкові, крайові на жовтому тлі мають червоні смужки. Цвіте у травні — червні, запилюється комахами. Плоди — сім'янки з чубком із крихких брудно-білих волосків, за допомогою яких вони розносяться вітром.

## Господарське значення
Нечуй-вітер волохатенький ціниться як літній медонос та лікарська рослина. Має декоративний вигляд, може прикрасити світлі сухі місця в парках, лісопарках і скверах. Добре розмножується вегетативно — кореневищами. Для ліків рослину збирають під час цвітіння.

## Систематика
За даними сайту The Plant List і «Глобальної бази даних Складноцвітих» (англ. «Global Compositae Checklist») нечуйвітер волохатенький належить до роду Pilosella, який був виокремлений з роду Hieracium, а біномінальна назва Hieracium pilosella є синонімом Pilosella officinarium.